# Diva Cars
Diva war ein britischer Automobilhersteller.

## Unternehmensgeschichte
Das Unternehmen Tunex Conversions Limited aus London begann 1962 mit der Produktion von Automobilen. 1966 erfolgte eine Umbenennung in Diva Cars Limited. 1968 endete die Produktion.

## Fahrzeuge
Es wurden sportliche Fahrzeuge produziert, die auch als Kit Car erhältlich waren und als Diva GT bezeichnet wurden und beim 1000-km-Rennen am Nürburgring 1964 einen Klassensieg erzielen konnten. Es kamen Motoren von anderen Herstellern zum Einsatz, vorzugsweise Ford-Anglia-Motoren, die für Renneinsätze bei internationalen Veranstaltungen aus Homologationsgründen auf 1150 cm³ Hubraum vergrößert und mit Cosworth-Teilen präpariert wurden. In dieser Ausführung waren die kleinen und leichten Coupés sehr konkurrenzfähige Sportgeräte, u. a. bei den Langstreckenrennen der 1960er Jahre auf dem Nürburgring. 1966 entwickelte das Unternehmen ein Mittelmotorcoupé, den Valkyr bzw. Valkyrie. Lediglich drei Fahrzeuge entstanden, eines nahm beim 1000-Kilometer-Rennen auf dem Nürburgring 1966 teil. Zunächst trieb ein Coventry-Climax-Motor das Fahrzeug an. Später wurde aus Kostengründen ein Lotus-Twin-Cam-Motor verwendet.